# Bocanovice
Bocanovice är en ort i Tjeckien. Den ligger i den östra delen av landet, 300 km öster om huvudstaden Prag. Bocanovice ligger 418 meter över havet och antalet invånare är 434.
Terrängen runt Bocanovice är huvudsakligen kuperad. Bocanovice ligger nere i en dal. Runt Bocanovice är det tätbefolkat, med 369 invånare per kvadratkilometer. Närmaste större samhälle är Třinec, 13,0 km norr om Bocanovice. Omgivningarna runt Bocanovice är en mosaik av jordbruksmark och naturlig växtlighet.